# Bellême
Bellême là một xã trong tỉnh Orne, thuộc vùng hành chính Normandie của nước Pháp, có dân số là 1797 người (thời điểm 1999).

## Nhân khẩu học
| 1946  | 1954  | 1962  | 1968  | 1975  | 1982  | 1990  | 1999  |
| ----- | ----- | ----- | ----- | ----- | ----- | ----- | ----- |
| 1.697 | 1.627 | 1.844 | 1.742 | 1.843 | 1.849 | 1.788 | 1.774 |

## Các thành phố kết nghĩa
- Stühlingen, Đức